# 24 janvier 1942
Le samedi 24 janvier 1942 est le 24e jour de l'année 1942.

## Naissances
- Abdelmajid Charfi, islamologue et universitaire tunisien
- Antoine Grumbach, architecte français
- Daria Fantoni, cavalière italienne de dressage
- Ivo Rudic (mort le 22 novembre 2009), footballeur australien
- Lioudmila Savelieva, actrice
- Michihiko Kano, politicien japonais
- Olav Nilsen, footballeur norvégien
- Roland Delcol, peintre belge
- Valery Obodzinsky (mort le 26 avril 1997), chanteur russe

## Décès
- André Roux (né le 11 octobre 1870), personnalité politique française
- Fulgence Masson (né le 16 février 1854), politicien belge
- Joseph De Hasque (né le 9 juin 1873), homme politique belge catholique

## Événements
- Fin de la bataille de Balikpapan